# 참최복
참최(斬衰) 혹은 참최복(斬衰服)은 한복에서 제례복의 일종으로서 부모님이 돌아가셨거나 상중일 때 입는 옷을 말한다. 원칙적으로 참최는 아버지가 돌아가셨을 때, 어머니가 돌아가셨을 때는 자최복을 따로 입었다. 그러나 궁중에서는 제례복 자체를 참최복 혹은 참최한다라고 표현했다. 상을 치르는 것이 몇 년이냐에 따라서도 차이가 있어 3년복인 참최(斬衰)와 1년복인 기년(朞年), 9개월복인 대공(大功), 5개월복인 소공(小功) 그리고 3개월복인 시마(麻)로 분리됐다. 부모 사망시 자식은 모두 3년복인 참최를 입게 되어 있었고, 자식이 먼저 세상을 떠났을 때 부모도 상복을 입어 장자상(長子喪)에는 3년, 둘째아들(次子)부터는 1년복을 입어야 했다. 좀 더 자세히 살펴보면 대공(大功)은 가족관계상 종형제와 종자매를 위한 복으로 이미 시집간 손녀와 적자가 있을 때 장손도 이를 따랐다. 반면, 소공(小功)은 증조부모나 제종형제를 위해서 입는 복으로,외조부모와 외숙의 상일 경우에도 적용 받는 규칙이다. 그 기간에 따라 격식과 왕실에서 받아들이는 정도가 상이했기에 조선 중기에는 예송 논쟁으로 알력 다툼의 씨앗이 되기도 한다.
실제로 현종 때 쓰여진 책 《연려실기술》에는 다음과 같이 적혀있다.
“장자(長子)를 위해서는 상하 구분 없이 삼년복을 입으며 임금을 위해서는 동성·이성의 친척 모두가 참최를 입는다. 왕조례와 사대부례는 다르며(王士不同禮) 대통을 이은 군주라면 곧 그에게 종통과 적통이 돌아가므로 그를 장자로 간주하여 참최 삼년복을 입어야 한다.”